# Acumulator oxid de argint-zinc

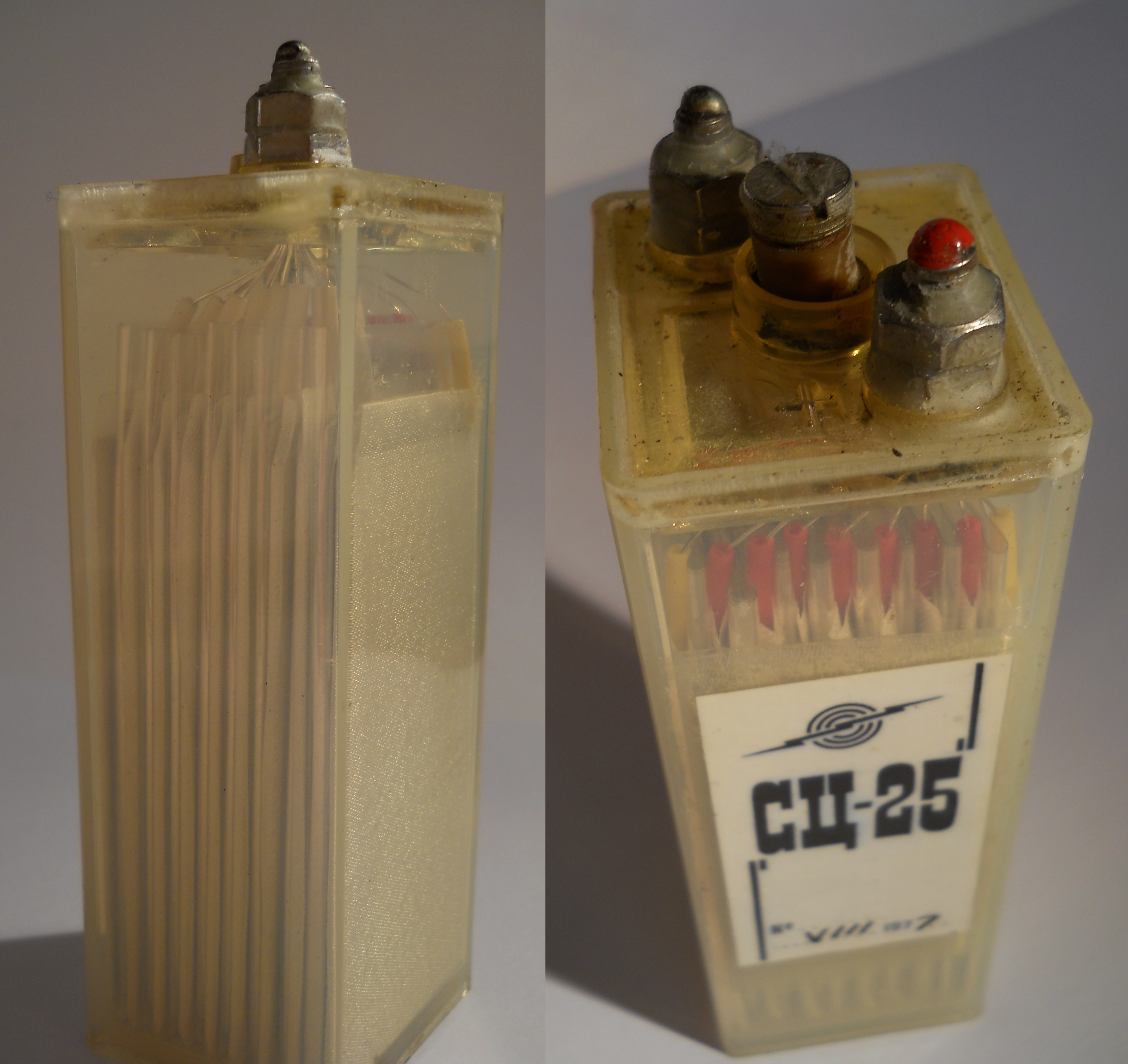
Acumulator oxid de argint-zinc "СЦ-25"

Acumulatorul sau pila oxid de argint-zinc este o sursă electrochimică de energie electrică din categoria acumulatorilor metal oxid-zinc. Este un acumulator cu electrolit alcalin. Este disponibil în dimensiuni mici de tip buton cilindric.
Acest acumulator are o durabilitate și densitate de energie ridicate, dar cost ridicat datorită argintului ca oxid de argint (I). Se bazează pe reacția de electrod de mai jos care reduce la catod argintul la metal producând și oxid de zinc:

## Tensiune nominală
Tensiunea nominală e de 1,55 V.